# Прияковци
Прияковци (серб. Пријаковци / Prijakovci) — село в общине Баня-Лука Республики Сербской Боснии и Герцеговины. Население составляет 883 человека по переписи 2013 года.

## Население

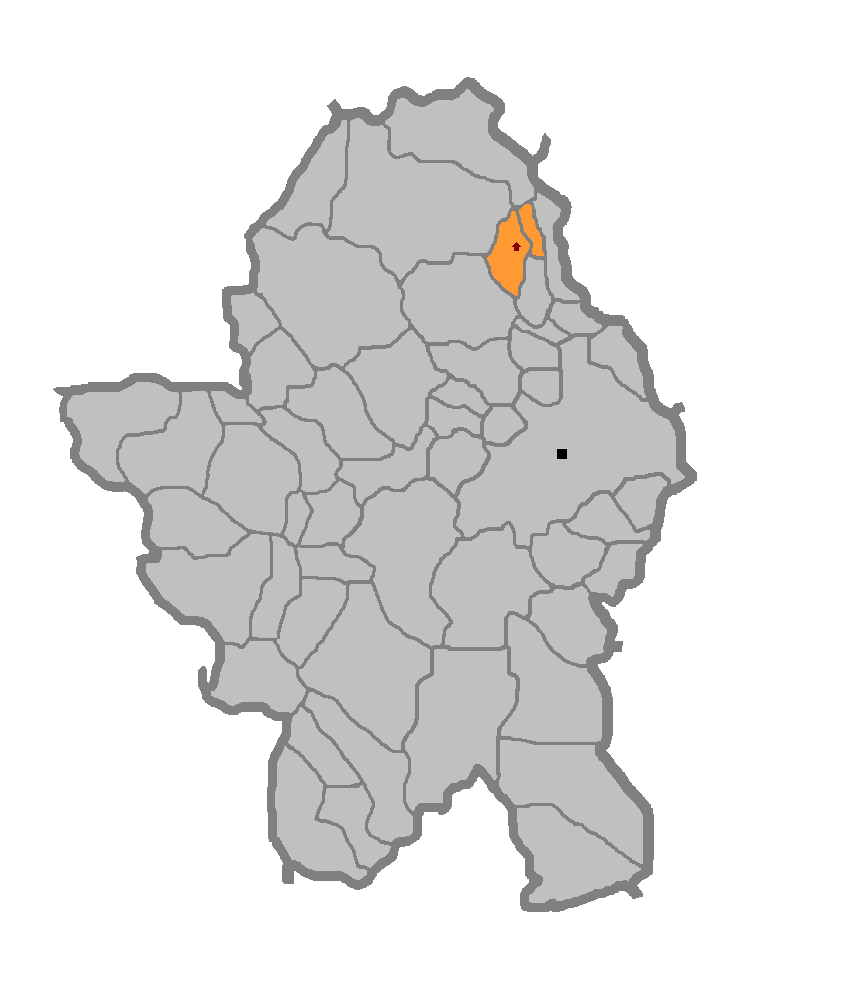
Прияковци и их территория на карте общины Баня-Лука